# Ferrovia Urbino-Fabriano
La ferrovia Urbino-Fabriano è una linea ferroviaria italiana di interesse regionale, parzialmente dismessa, che collegava tra loro Urbino e Fabriano.
Tale infrastruttura avrebbe dovuto far parte, secondo i progetti iniziali, di un collegamento molto più esteso denominato ferrovia Subappennina, che non venne mai realizzato. Dal 1987 è rimasta in esercizio solo la tratta Pergola-Fabriano.

## Storia

### Progetto

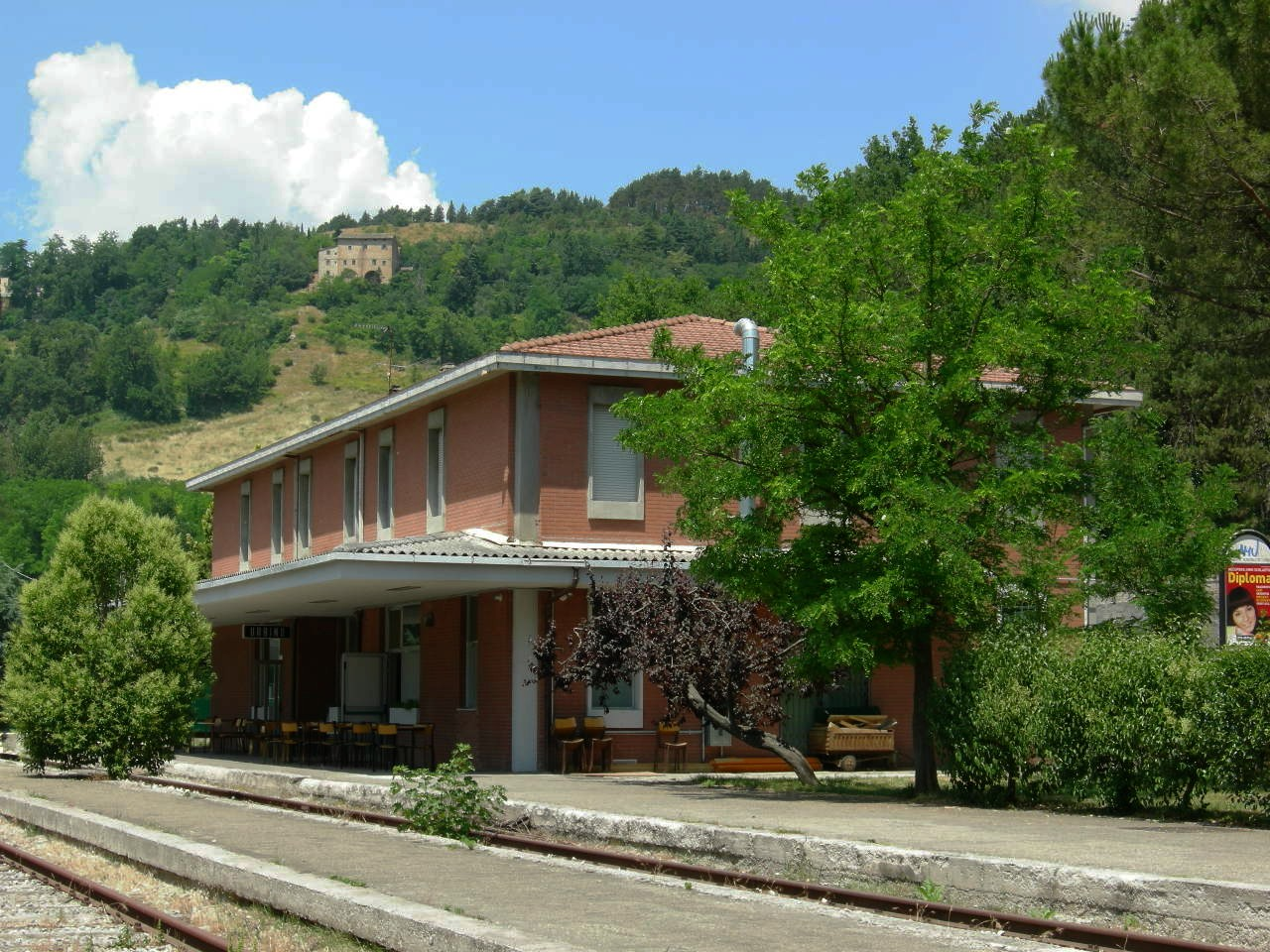
La stazione di Urbino

La ferrovia nacque come parte di un progetto a più ampio respiro che nelle intenzioni delle popolazioni avrebbe dovuto unire direttamente l'area marchigiana interessata con i mercati dell'area romagnola. Attraversava infatti le aree di estrazione dello zolfo che necessitavano di efficienti mezzi di trasporto per mantenere la propria competitività. Le varie ipotesi progettuali si concretizzarono, tuttavia, in quella propugnata dallo Stato maggiore del Regio Esercito, che prevedeva la costruzione di una linea ferrata pedemontana subappenninica in quanto la Ferrovia Adriatica, ad andamento costiero, era troppo esposta alle eventuali incursioni e ai bombardamenti della Marina Imperiale austriaca, di cui si era manifestato il serio pericolo già nel conflitto del 1866.
La Subappennina fu inserita tra le ferrovie di terza categoria dalla legge Baccarini n. 5002 del 1879. Il progetto prevedeva che la nuova linea originasse dalla stazione di Fabriano sulla ferrovia Roma-Ancona per terminare a Santarcangelo di Romagna sulla ferrovia Bologna-Ancona, passando per Pergola, Fermignano, Urbino, Casinina/Auditore, Sassocorvaro e San Leo.

### Inaugurazione
Nonostante le buone intenzioni, i lavori iniziarono tardi e il primo tratto fu aperto il 28 aprile 1895 tra Fabriano e Pergola, mentre Urbino fu raggiunta tre anni dopo, il 20 settembre 1898.
I lavori di prosecuzione oltre Urbino in direzione della Romagna furono ripresi solo nel 1914, procedendo a rilento e venendo sospesi definitivamente tra gli anni 1920 e gli anni 1930, benché tante opere importanti fossero già state realizzate. La crisi degli anni 1930 fece il resto: il traffico scarso e la crisi dello zolfo portarono presto alla ricerca di sistemi di esercizio più economici.
Nel 1926 la ferrovia Urbino-Fabriano fu sede del primo esperimento in Italia di Dirigenza Unica che riduceva ad uno soltanto, il Dirigente Unico, la dotazione di capistazione della linea sostituiti da assuntori.

### Distruzioni belliche e ripristino

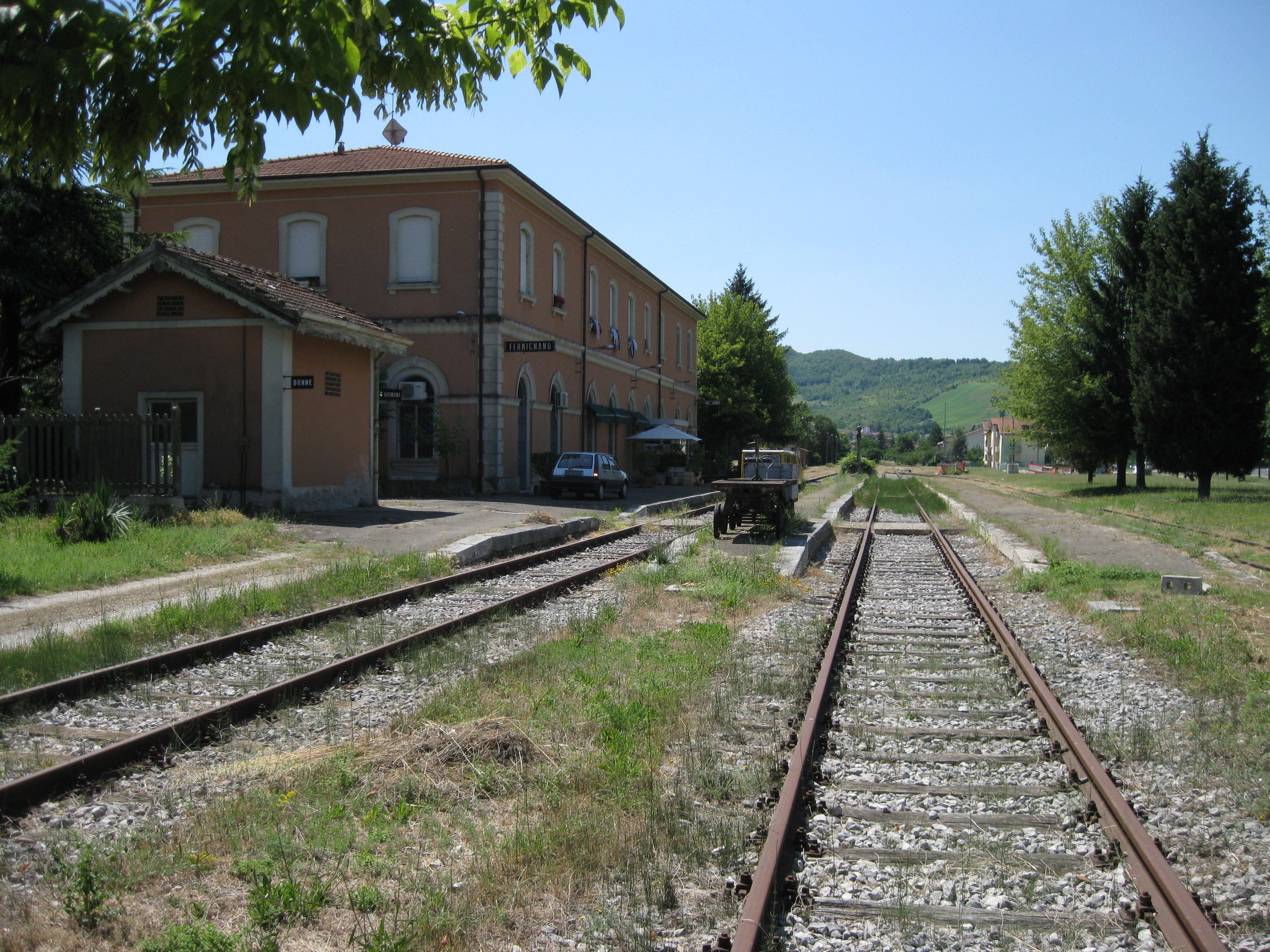
La stazione di Fermignano

Nel 1944 la tratta subì pesanti danni ad opera dei tedeschi in ritirata, compreso il percorso oltre Urbino, non ancora completato. Al termine del conflitto, solo la sezione tra Pergola e Fabriano venne riattivata il 20 maggio 1947, mentre le rimanenti tratte furono abbandonate, ad eccezione del breve tronco tra Fermignano e Urbino. Quest'ultimo venne riaperto il 2 febbraio 1956 allo scopo di collegare direttamente Urbino a Fano impiegando la ferrovia Fano-Urbino; tale servizio venne sospeso il 31 gennaio 1987 con la chiusura di quest'ultima linea.
Non venne invece riattivato il tronco Fermignano-Pergola, privando così la ferrovia di continuità.

### Successivi sviluppi
Tra il 9 ottobre 2011 e il 15 aprile dell'anno successivo, Trenitalia sostituì il servizio ferroviario sulla Pergola-Fabriano con autocorse per insufficienza dei fondi regionali. Successivamente, dal 16 aprile, vennero poste in esercizio due coppie di corse nei giorni feriali.
Dal 13 novembre 2013 il servizio ferroviario sulla tratta Pergola-Fabriano fu sospeso a causa di un piccolo dilavamento di massicciata al km 22, provocato dall'esondazione di un ruscello a seguito di un'ondata di maltempo.
Ad aprile 2015 vennero rimosse le barriere dei passaggi a livello. Ad aprile dell'anno successivo venne asfaltato il passaggio a livello che accede alla zona industriale di Melano Marischio poco prima di arrivare alla stazione omonima, rendendo di fatto impossibile la circolazione dei treni.
Il 25 settembre 2021, a seguito di un accordo tra Regione Marche, Fondazione FS e Rete Ferroviaria Italiana, la linea venne restaurata e revisionata, con la riattivazione delle stazioni di Pergola, Bellisio Solfare e Sassoferrato; fu formalmente riattivato a fini turistici il tratto Pergola-Fabriano, con il nome di Ferrovia Subappennina Italica. Il viaggio inaugurale in treno storico fu effettuato domenica 26 settembre 2021, con partenza da Ancona e arrivo a Pergola.
Il 30 marzo 2022 la Conferenza Stato-regioni ha dato il via libera al decreto del ministro delle infrastrutture e della mobilità sostenibile, di concerto con i ministri dell'economia e delle finanze, della cultura e del turismo, che definisce una lista di 26 tratte ferroviarie ad uso turistico tra cui la Fabriano-Pergola, che non rientrava inizialmente nelle 18 linee previste dalla legge n. 128 del 9 agosto 2017.

## Caratteristiche
La linea è una ferrovia a singolo binario non elettrificato e a scartamento ordinario da 1435 mm, è gestita da Rete Ferroviaria Italiana.
La lunghezza complessiva dei tratti riattivati nel secondo dopoguerra (Urbino-Fermignano e Pergola-Fabriano) è di 37,186 km di cui 5,586 km tra Urbino e Fermignano e 31,6 km tra Pergola e Fabriano. In origine la lunghezza complessiva era di 79,4 km. L'armamento della linea è costituito da rotaie tipo FS 46,3 tra Urbino e Fermignano e da rotaie tipo 60 UNI tra Pergola e Fabriano, quest'ultimo in grado da supportare una massa assiale fino a 20 t/asse (con prescrizione di velocità massima di 70 km/h per i treni caricati in C3). In riguardo al trasporto intermodale, la sagoma limite è di tipo FS per l'intera tratta.
È attrezzata, tra Pergola e Fabriano, con blocco conta-assi per il distanziamento e sistema di supporto alla condotta per la protezione dei treni. Le località intermedie in precedenza stazioni e la terminale sono state private di segnali e i deviatoi immobilizzati, riabilitati solamente in occasione di treni speciali o treni cantiere.
La circolazione dei treni tra Urbino e Fermignano si svolgeva con Dirigente Unico (con sede a Fano) mentre tra Pergola e Fabriano è esercita con circolazione a spola (regolata dal Dirigente Movimento della stazione di Fabriano).
Ha un andamento altimetrico variabile, con ascesa dallo 0 al 25 per mille (grado di prestazione dal 1º al 24º) e con grado di frenatura che oscilla dal VI al VIII. La linea è impostata su due ranghi e presenta velocità massime di 75-85 km/h (rango A) e 75-90 km/h (rango B).
Per i treni storici la velocità non è mai superiore ai 50 km/h. Particolarità della linea è che è una delle poche dove non è garantita la copertura GSM-R e pertanto è attrezzata con telefoni selettivi.

### Percorso
| Unknown route-map component "exLCONTg" |

| Unknown route-map component "exBHF" |

| Unknown route-map component "extSTRa" |

| Unknown route-map component "extSTRe" |

| Unknown route-map component "exBRK3" |

| Unknown route-map component "exBRK3" |

| Unknown route-map component "extSTRa" |

| Unknown route-map component "extSTRe" |

| Unknown route-map component "d" | Unknown route-map component "exABZg+l" | Unknown route-map component "exdCONTfq" |

| Unknown route-map component "exBHF" |

| Unknown route-map component "exBHF" |

| Unknown route-map component "dWASSERq" | Unknown route-map component "exhKRZWae" | Unknown route-map component "dWASSERq" |

| Unknown route-map component "extSTRa" |

| Unknown route-map component "extSTRe" |

| Unknown route-map component "exBHF" |

| Unknown route-map component "dWASSERq" | Unknown route-map component "exhKRZWae" | Unknown route-map component "dWASSERq" |

| Unknown route-map component "exBHF" |

| Unknown route-map component "exBHF" |

| Unknown route-map component "dWASSERq" | Unknown route-map component "exhKRZWae" | Unknown route-map component "dWASSERq" |

| Unknown route-map component "exBHF" |

| Unknown route-map component "dWASSERq" | Unknown route-map component "exhKRZWae" | Unknown route-map component "dWASSERq" |

| Unknown route-map component "exBHF" |

| Unknown route-map component "exBHF" |

| Unknown route-map component "exBHF+KHSTa" |

| Unknown route-map component "HSTeBHF" |

| Unknown route-map component "dWASSERq" | Small bridge over water | Unknown route-map component "dWASSERq" |

| Unknown route-map component "tSTRa" |

| Unknown route-map component "tSTRe" |

| Unknown route-map component "HSTeBHF" + Small non-passenger station on track |

| Unknown route-map component "HSTeBHF" |

| Unknown route-map component "dWASSERq" | Unknown route-map component "hKRZWae" | Unknown route-map component "dWASSERq" |

| Unknown route-map component "eHST" |

| Unknown route-map component "eHST" |

| Unknown route-map component "eHST" |

| Unknown route-map component "dKDSTaq" | Unknown route-map component "ABZg+r" | Unknown route-map component "d" |

| Unknown route-map component "d" | Unknown route-map component "DST-L" | Unknown route-map component "ldDST-R" + Unknown route-map component "dKDSTa" |

| Unknown route-map component "d" | Unknown route-map component "ABZg+1~F" | Unknown route-map component "dSTR3-" |

| Small non-passenger station on track + Unknown route-map component "ABZg+1~G" |

| Unknown route-map component "dCONTgq" | Unknown route-map component "ABZg+r" | Unknown route-map component "d" |

| Station on track |

| Continuation forward |

#### Urbino-Fermignano
La tratta Urbino-Fermignano, essendo stata utilizzata a completamento del servizio della ferrovia Fano-Urbino, risulta ancora armata, sebbene in stato di abbandono.
Sopravvivono i fabbricati delle stazioni e dei caselli, in alcuni casi reimpiegati per gli scopi più diversi. Vicino ad Urbino era stato rimosso un breve tratto di ferrovia, per consentire la costruzione del tunnel stradale della nuova strada per Urbino, ma ne è stato imposto il ripristino, eseguito a conclusione dei lavori stradali.
La linea scavalca per due volte la strada statale 73 bis di Bocca Trabaria con ponti ad arco.
La pendenza della linea tra Urbino e Fermignano è del 25‰. I raggi di curvatura sono superiori ai 300 metri. Sono presenti tre passaggi a livello che, in alcuni casi, sono stati asfaltati.
La galleria Sogesta (o Crocicchio) è la principale opera d'arte, oltre ai già citati ponti ad arco.

#### Fermignano-Pergola
I binari e gli impianti tecnologici della linea vennero rimossi nel 1971.
In alcuni casi la sede ferroviaria è stata reimpiegata per allargare la sede di strade statali o provinciali già esistenti; in alcuni casi anche per costruirne di nuove (località di Frontone). L'espansione urbanistica dei centri urbani maggiori e l'edificazione di zone industriali hanno cancellato altri tratti del tracciato.
La linea iniziava nei pressi della stazione di Fermignano e proseguiva in affiancamento alla strada provinciale SP4 Metaurense fino alla stazione di Urbania, attraversando poco dopo il fiume Metauro con un viadotto (poi smantellato) e la galleria Ca' Menocchio (lesionata nella seconda guerra mondiale dall'esercito tedesco in ritirata) giungendo quindi alla frazione Pole del comune di Acqualagna. Qui la ferrovia proseguiva per un breve tratto in affiancamento alla strada provinciale SP257 Apecchiese per poi attraversare con un viadotto il fiume Candigliano e giungere alla stazione di Acqualagna.
Questo primo tratto, da Fermignano ad Acqualagna, risulta quasi del tutto integro nel tracciato ad eccezione di alcuni tratti reimpiegati o come pista ciclabile (Fermignano) o riutilizzati a vari scopi. Alcuni ponti e viadotti, come quello sui fiumi Metauro e Candigliano, risultano smantellati. Il tracciato presenta una pendenza media del 10‰.
Dalla stazione di Acqualagna, la linea proseguiva con un tracciato quasi rettilineo fino alla stazione di Cagli; questo tratto venne successivamente reimpiegato per l'allargamento della strada provinciale SP3 Flaminia e per l'espansione urbanistica della località di Cagli. Presenta una pendenza media del 7‰.
Dalla località di Cagli la linea proseguiva, per un breve tratto, in affiancamento alla strada provinciale SP424 della Valcesano per poi attraversarla e giungere, con un tracciato impegnativo e con l'utilizzo di una galleria, nel Comune di Frontone. Qui la ferrovia percorreva le attuali strade comunali Via ex ferrovia e Via Valbona per giungere quindi nell'omonima stazione, ad oggi non più presente. Il tracciato continuava quindi in affiancamento alla strada provinciale SP121 Canneto fino alla stazione Canneto Marche. Da quest'ultima, la linea affiancava la strada provinciale SP424 della Valcesano fino alla frazione Osteria del Piano del Comune di Pergola dove, attraversato il fiume Cinisco con un viadotto, si immetteva nella galleria dei Cappuccini per giungere infine alla stazione di Pergola.
Quest'ultimo tratto, da Cagli a Pergola, risulta quasi del tutto rintraccabile ed è stato riutilizzato, nell'abitato di Frontone, come strada comunale e come pista ciclabile. La pendenza media è del 16‰.
Lungo tutto il percorso da Fermignano a Pergola, sopravvivono alcuni edifici, come le stazioni di Canneto Marche e Pole-Piobbico oltre a numerosi caselli, spesso riutilizzati per gli scopi più diversi, ed alcune opere d'arte, come gallerie e ponti.
Il tracciato presenta raggi di curvatura superiori ai 300 m e una pendenza massima del 25‰, lungo due brevi tratte tra le località di Cagli e Frontone.
Le principali opere d'arte, oltre alle citata galleria Ca' Menocchio, sono la galleria dei Cappuccini, di Frontone e il viadotto sul vallone di Paravento.

#### Pergola-Fabriano
La tratta inizia dalla stazione di Pergola e prosegue in direzione sud toccando dapprima la località di Bellìsio-Solfare e poco dopo la gola del Cesano, dominata dal convento della Madonna del Sasso, oltrepassandola con l'omonima galleria, e giungendo quindi nella valle del Tasseto.
La linea quindi percorre la galleria Morello, lunga 1087 m, raggiungendo, poco dopo, il punto più alto del percorso ad una quota di 431 metri; prosegue quindi percorrendo la valle del torrente Sanguerone, dominata dalle vette del Monte Strega, giungendo a Sassoferrato.
Superata la località di Sassoferrato, percorre la valle del torrente Marena e supera poco dopo la galleria di Fontanaldo, detta anche di Colpeloso, arrivando quindi alla fermata dismessa di Bastia-Rucce.
La linea prosegue quindi in direzione est lungo la valle del torrente Riobono avvicinandosi al crinale appenninico dominato dalla vetta del Monte Cucco, giungendo infine nella stazione di Fabriano.
La pendenza della linea tra Pergola e Fabriano è compresa tra il 21 e il 25‰ ad eccezione dei due tratti galleria Morello-Sassoferrato Arcevia e Melano Marischio-Fabriano in cui non c'è pendenza.
I raggi di curvatura sono superiori ai 300 metri. Sono presenti 18 passaggi a livello pubblici e 6 privati.
Le principali opere d'arte, oltre alle citate gallerie Morello e Fontanaldo, sono la galleria della Madonna del Sasso e il viadotto sul torrente Sentino.

## Traffico
Fino all'interruzione del servizio ferroviario nel novembre 2013, erano in servizio due coppie di corse giornaliere Pergola-Fabriano. Dal settembre 2021 sono in servizio soltanto convogli storici di Fondazione FS nei fine settimana.
A Fabriano avveniva l'interscambio con la ferrovia Roma-Ancona e con la linea Civitanova Marche-Fabriano. Anche quest'ultima ferrovia risulta a trazione termica.

### Esplicative
1. ↑  Chiusa dal 01/06/1914.
2. ↑  Aperta al servizio viaggiatori il 01/06/1914 e chiusa dal 14/12/2003.
3. ↑  Aperta al servizio viaggiatori il 20/05/1951 e chiusa dal 14/12/2003.
4. 1 2  Raccordo formalmente attivo e senza traffico, immobilizzato per il corretto tracciato.[17]
5. ↑  Aperta al servizio viaggiatori il 29/05/1983.

### Bibliografiche
1. ↑   B.Fabbri A.Gianti, La miniera di zolfo di Cabernardi-Percozzone, Fano, Editrice Fortuna, 1993.
2. ↑   Filippo Tajani, Storia delle ferrovie italiane. A cento anni dall'apertura della prima linea, Milano, Garzanti, 1939.
3. ↑  Legge 29 luglio 1879, n. 5002, per la costruzione di nuove linee di completamento della rete ferroviaria del Regno. Tabella C. Punto 33.
4. ↑   Alessandro Tuzza, Prospetto cronologico dei tratti di ferrovia aperti all'esercizio dal 1839 al 31 dicembre 1926, su Trenidicarta.it. URL consultato il 27 aprile 2009.
5. ↑  Silverio Maravalle
6. ↑   Bodgan Fratini e Alessandro Cirillo, Pergola - Fabriano dal treno al bus, in Ferrovie.it, 11 ottobre 2011. URL consultato il 1º marzo 2017.
7. ↑  Riapertura Fabriano-Pergola, in "I Treni" n. 349 (giugno 2012), p. 7
8. ↑   MonrifNet, Maltempo, treni sospesi sulla linea Fabriano-Pergola, su il Resto del Carlino - Fano. URL consultato il 5 dicembre 2016.
9. ↑   VIA LE SBARRE, CHIUSA LA LINEA FABRIANO-PERGOLA - Radio Gold, in Radio Gold, 18 aprile 2015. URL consultato il 5 dicembre 2016.
10. ↑   Cancellati i binari della Fabriano-Pergola, in Corriere Adriatico (Macerata), 18 aprile 2016.
11. ↑   Rete Ferroviaria Italiana, Circolare Territoriale RFI DTP AN 17/2021 (PDF), su donet.rfi.it, RFI, 25 settembre 2021. URL consultato il 25 settembre 2021.
12. ↑   Torna a vivere la ferrovia Ancona-Fabriano-Pergola, su FS News. URL consultato il 23 settembre 2021.
13. ↑   La Ferrovia Subappennina Italica, su fondazionefs.it. URL consultato il 23 settembre 2021.
14. 1 2 3 4  Fascicolo Linee 105, sez. 6.3 e seguenti.
15. ↑  Caratteristiche tecnico-funzionali IFN, tab. 2, p. 10.
16. ↑  Caratteristiche tecnico-funzionali IFN, pp. 45, 61.
17. 1 2 3 4 5  Fascicolo Linee 105, sez. 4.13.
18. ↑   Ferrovia Fermignano-Fabriano, su Ferrovie abbandonate. URL consultato il 1º marzo 2017.

### Articoli
- Silverio Maravalle, Le nostre linee/12: la Fano-Urbino, in Voci della rotaia, n. 7, Edizione FS, luglio 1978,  pp. 10-14.
- TuttoTreno & Storia 17, L'impresa Cidonio, Duegi Editrice, 2007, Ponte San Nicolò.

### Documentazione tecnica
- Rete Ferroviaria Italiana - Direzione Circolazione, Fascicolo Linee 105, su normativaesercizio.rfi.it, ed. dicembre 2003, Direzione Operativa Infrastrutture Territoriale di Ancona. URL consultato il 13 agosto 2022.
- Rete Ferroviaria Italiana - Direzione Tecnica, Caratteristiche tecnico-funzionali dell'infrastruttura ferroviaria nazionale, su epodweb.rfi.it, ed. 2019. URL consultato il 13 agosto 2022.

### Libri
- Stefano Orazi, La linea ferroviaria Fabriano-Urbino-Santarcangelo di Romagna, tra storia e immagini, Cagli, Comunità montana del Catria e Nerone & Istituto per la Storia del Risorgimento italiano. Comitato di Pesaro-Urbino, 2005.